# 考吉爾 (密蘇里州)
考吉爾（英語：Cowgill）是位於美國密蘇里州考德威爾縣的城市。

## 人口
根據2020年美國人口普查的數據，考吉爾的面積為0.62平方千米，皆為陸地。當地共有人口168人，而人口密度為每平方千米271人。